# Louvoisova fontána

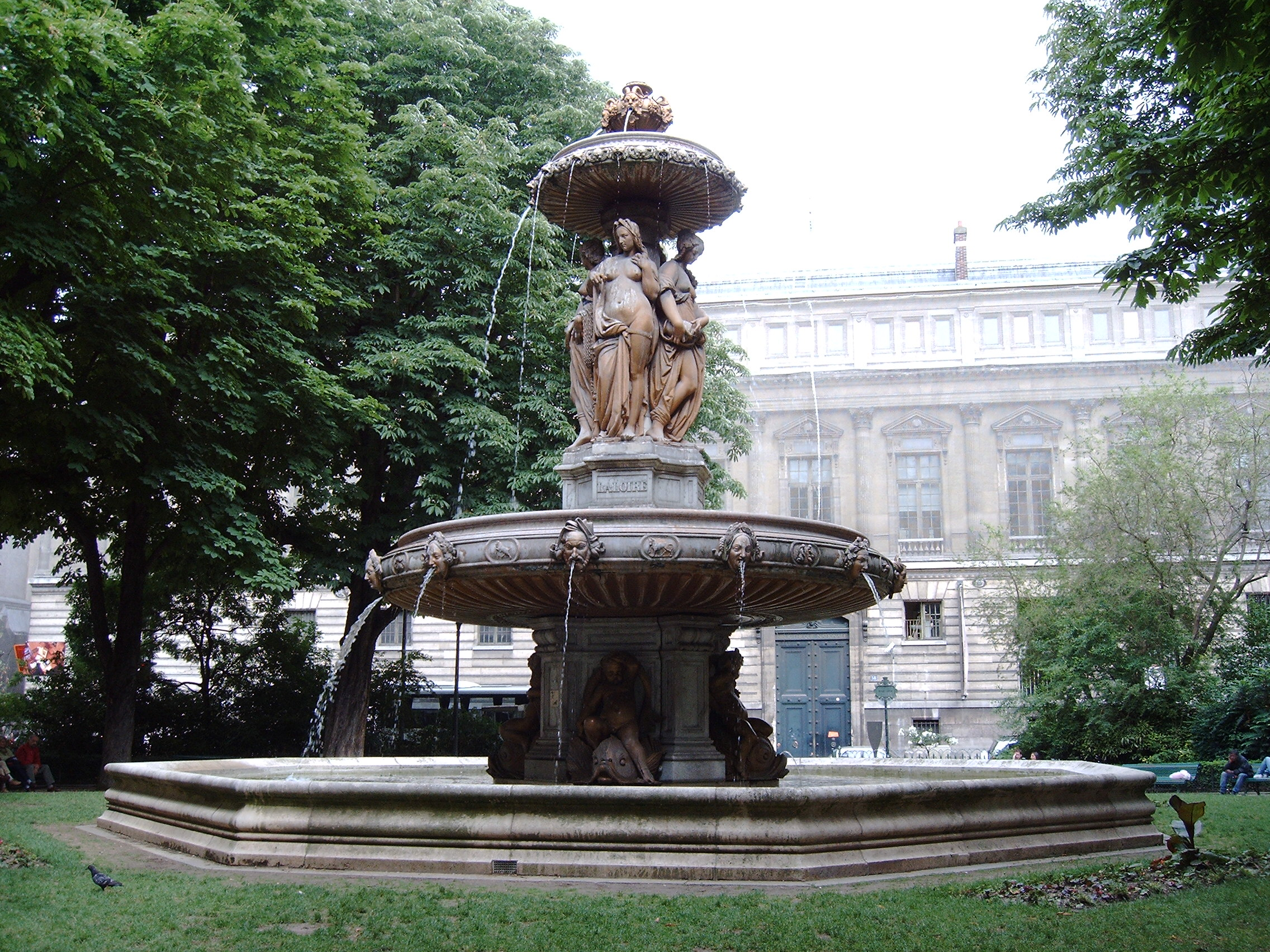
Louvoisova fontána

Louvoisova fontána (francouzsky Fontaine Louvois) je fontána v Paříži.

## Umístění
Kašna se nachází ve 2. obvodu uprostřed Square Louvois na ulici Rue Richelieu u vchodu do staré budovy Francouzské národní knihovny.

## Historie
Fontánu vybudoval v roce 1844 architekt Louis Visconti na příkaz krále Ludvíka Filipa.

## Popis
Fontána oslavuje čtyři významné francouzské řeky – Seinu, Garonnu, Loiru a Saônu. Fontána se skládá ze tří nad sebou umístěných vodních nádrží. Do nejvyšší nejmenší teče voda ze čtyř hlav faunů. Nádrž podpírají čtyři alegorické ženské postavy představující řeky stojící uprostřed střední nádrže. Do ní stéká voda z horní z maskaronů ve tvaru lvích hlav. Po okraji střední nádrže jsou rovněž maskarony, které se střídají se znameními zvěrokruhu. Z maskaronů teče voda do nejnižšího bazénu. Jeho střed je zdoben čtyřmi tritony jedoucími na delfínech.